# 小野州一
小野 州一（おの しゅういち、1927年9月3日 - 2000年4月1日）は、日本の洋画家。

## 来歴
- 1927年9月3日、北海道千歳市に生まれる。
- 少年時代から詩や絵画に興味を持ち、北海道立札幌第一中学校（現在の北海道札幌南高等学校）卒業後、上京し、独学で絵画を学ぶ。
- 1961年、北海道出身の画家たちと「北象会」を結成し、注目を集める。
- 1967年に初めてフランス・パリを訪れ、1973年から1977年まで家族とともにパリに滞在。その後もパリやヴェネツィアなどを繰り返し訪れる。
- 1980年、「北海道立近代美術館賞」を受賞。
- 1986年、百田宗治が札幌の歴史を描いた叙事詩を絵本にした『にれの町』で小学館絵画賞、サンケイ児童出版文化賞美術賞を受賞。
- 1995年に北海道富良野市に移住。
- 1999年に胃癌が見つかり、治療を続けたが、2000年4月1日に逝去。